# 愛丁堡市政廳

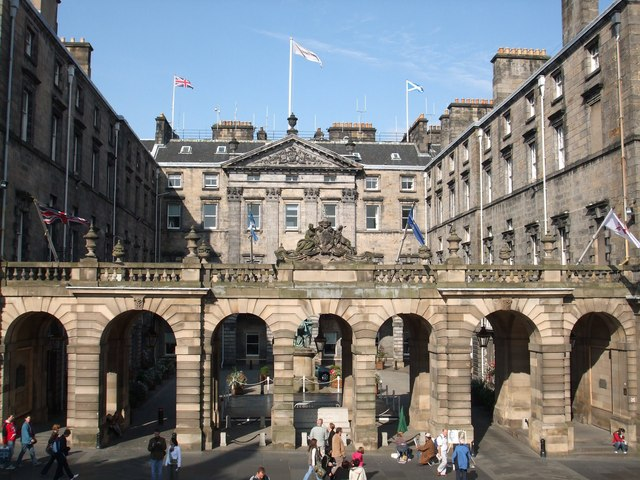
愛丁堡市政廳

愛丁堡市政廳（Edinburgh City Chambers）是蘇格蘭首府城市愛丁堡的愛丁堡市議會的辦公場所，舊稱皇家交易所，開幕於1760年。19世紀之後，這裡成為愛丁堡市議會的辦公場所。愛丁堡市政廳是蘇格蘭的A級登录建築。